# جوزف بویامبا
جوزف بویامبا (انگلیسی: Joseph Boyamba؛ زادهٔ ۲۹ ژوئیهٔ ۱۹۹۶) بازیکن فوتبال اهل آلمان است.